# 泥ノ田犬彦
泥ノ田 犬彦（どろノだ いぬひこ）は、日本の漫画家。女性。静岡県出身。2023年にウェブコミック配信サイト『コミックDAYS』（講談社）掲載の「東京人魚」でデビューし、同2023年に『&Sofa』（講談社）で開始した『君と宇宙を歩くために』で連載デビュー。以降も同配信サイトで同作を連載中（2024年8月現在）。2024年、マンガ大賞2024を受賞。

## 来歴
静岡県で生まれる。中学生時代に、美術の教員が学校に五十嵐大介の漫画『海獣の子供』を持参しており、その教員が五十嵐の大ファンであったことから、漫画に強い興味を持つ。
大学生時代に五十嵐大介やルネッサンス吉田の漫画を読んだことがきっかけで、「まとまった話を描いてみたい」と考えて、漫画家を夢見るようになる。この大学時代に初めて漫画を描き、当時の内容は「牛を解体するような漫画だったと思う」という。他に伊図透や中村明日美といった漫画家たちからも、強い影響を受ける。
2022年秋、講談社の漫画新人賞であるアフタヌーン四季賞で、『東京人魚（トーキョー・マーメイド）』が準入選作に選ばれ、翌2023年3月に『コミックDAYS』に掲載されて、デビューを果たす。
2023年6月より『&Sofa』にて、『君と宇宙を歩くために』の連載を開始する。初の連載にして、公開から5日後で閲覧回数が110万回に達し、SNSを中心として注目を集める。翌2024年4月、「マンガ大賞2024」で大賞を受賞し、大きな話題となる。
独特のペンネームは、「漫画を描いている自分は、泥のように犬がもがいているイメージだったので、そのイメージをそのままペンネームにした」という。素顔が非公開のため、マンガ大賞2024の授賞式では、過去に同賞受賞者で動物の仮面をかぶって登壇した板垣巴留や山口つばさに倣い、ペンネームにちなんだ犬の仮面をかぶって登壇している。

## 作品リスト

### 漫画作品
★は連載作品。
- 東京人形（『コミックDAYS』2023年3月3日）
- ★ 君と宇宙を歩くために（英語版）（『&Sofa』2023年6月26日 - 連載中）

### 書籍
- 『君と宇宙を歩くために』、講談社〈アフタヌーンKC〉2023年 - 刊行中、既刊4巻（2025年4月23日現在）
  1. 2023年11月22日発売[11][12]、ISBN 978-4-06-533487-4
  2. 2024年5月22日発売[13]、ISBN 978-4-06-535388-2
  3. 2024年10月22日発売[14]、ISBN 978-4-06-537200-5
  4. 2025年4月23日発売[15]、ISBN 978-4-06-539152-5